# 小行星9742
小行星9742（英語：9742 Worpswede）是一颗围绕太阳公转的小行星。1987年11月26日，天文学家佛蒙特·伯根在陶腾堡发现了此天体。
这颗小行星的绝对星等为48.14253等。